# Pelophryne brevipes
Pelophryne brevipes är en groddjursart som först beskrevs av Peters 1867.  Pelophryne brevipes ingår i släktet Pelophryne och familjen paddor. IUCN kategoriserar arten globalt som livskraftig. Inga underarter finns listade i Catalogue of Life.